# Black Isle Studios
Pour les articles homonymes, voir Black Isle.
Black Isle Studios est un studio de développement de jeu vidéo fondé en 1996 et basé dans le Comté d'Orange, en Californie. Dès sa création, ce développeur est une division d'Interplay Entertainment et se spécialise dans le jeu vidéo de rôle. Les jeux sont généralement bien accueillis par le public (pas forcément rôliste) et sont assez diversifiés dans leur thématique.
Les membres de la société sont friands du jeu de rôle et cela peut se ressentir au travers des productions du studio, tels les titres Fallout et Fallout 2. Black Isle s'est également rendu célèbre en éditant nombre de jeux vidéo à succès développés entre autres par BioWare, la franchise Baldur's Gate en est l'un des plus parfaits exemples. 
Black Isle Studios a fermé ses portes en décembre 2003. Une partie des employés a fondé le studio de développement Obsidian Entertainment qui a continué à développer des jeux en partenariat avec BioWare jusqu'au rachat de celui-ci par Electronic Arts.
Cependant le site officiel du studio est remis en ligne le 23 août 2012 avec la mention « Black Isle Studios is back » (« Black Isle Studios est de retour »). Surpris, d'anciens employés réagissent à la nouvelle, le fondateur du studio Feargus Urquhart déclare à Game Informer n'être au courant de rien, Chris Avellone affirme sur Twitter ne pas être impliqué dans le projet. Il semblerait que la maison mère Interplay Entertainment soit à l'origine de cette renaissance.

## Productions

### Jeux développés
- Fallout (1997)
- Fallout 2 (1998)
- Planescape: Torment (2000)
- Icewind Dale (2000)
- Icewind Dale: Heart of Winter (2001)
- Icewind Dale : Heart of Winter - Trials of the Luremaster (2001)
- Icewind Dale II (2002)
- Baldur's Gate: Dark Alliance II (2004)

### Jeux édités
- Baldur's Gate (1998)
- Baldur's Gate: Tales of the Sword Coast (1999)
- Baldur's Gate II: Shadows of Amn (2000)
- Baldur's Gate II: Throne of Bhaal (2001)
- Baldur's Gate: Dark Alliance (2001)
- Lionheart: Legacy of the Crusader (2003)
- Baldur's Gate: Dark Alliance II (2004)

### Compilations
- Black Isle Compilation (2002)
- Black Isle Compilation Part Two (2004)

### Jeux annulés
- Stonekeep 2: Godmaker (2001)
- Torn (2001)
- Van Buren (2003)
- Baldur's Gate III: The Black Hound (2003)
- Baldur's Gate: Dark Alliance III (2004)
- Project V13 (2012)